# Плясък
„Плясък“ (на английски: Splash) е американска романтична комедия от 1984 г. на режисьора Рон Хауърд. Това е първият филм на компанията „Тъчстоун Пикчърс“, предназначена за филмите, разглеждащи по-зрели теми от основното производство на „Уолт Дисни Къмпани“.

## Актьорски състав
| Актьор      | Роля                |
| ----------- | ------------------- |
| Том Ханкс   | Алън Бауър          |
| Дарил Хана  | Мадисън             |
| Джон Кенди  | Фреди Бауър         |
| Юджийн Леви | д-р Уолтър Корнблът |
| Доди Гудман | г-жа Стимлър        |
| Ричард Шул  | д-р Рос             |

## Награди и номинации
| Категория                            | Номиниран(и)                                                  | Резултат                  |
| „Оскар“ (25 март 1985 г.)            | „Оскар“ (25 март 1985 г.)                                     | „Оскар“ (25 март 1985 г.) |
| ------------------------------------ | ------------------------------------------------------------- | ------------------------- |
| Най-добър оригинален сценарий        | Лоуел Ганц, Бабалу Мандел, Брус Джей Фридман и Брайън Грейзър | номинация                 |
| „Златен глобус“ (27 януари 1985 г.)  |                                                               |                           |
| Най-добър филм – мюзикъл или комедия | Най-добър филм – мюзикъл или комедия                          | номинация                 |
| „Сатурн“ (9 юни 1985 г.)             |                                                               |                           |
| Най-добра актриса                    | Дарил Хана                                                    | награда                   |
| Най-добър фентъзи филм               | Най-добър фентъзи филм                                        | номинация                 |
| Най-добър грим                       | Най-добър грим                                                | номинация                 |
| Най-добър режисьор                   | Рон Хауърд                                                    | номинация                 |
| Най-добър актьор в поддържаща роля   | Джон Кенди                                                    | номинация                 |

## Български дублаж
| Преводач            | Бояна Минковска                                                           |
| Тонрежисьор         | Михаил Михайлов                                                           |
| Режисьор на дублажа | Венета Маринова                                                           |
| Озвучаващи артисти  | Силвия Лулчева Ани Василева Пламен Манасиев Николай Николов Тодор Николов |